# حبيب ولد محفوظ
 حبيب ولد سيد ولد محفوظ  الملقب بداح (10 سبتمبر 1960م المذرذرة،31 أكتوبر 2001م باريس) أستاذ وكاتب صحفي موريتاني معروف، مؤسس صحيفة القلم.

## نسبه
كان أبوه سيد ولد محفوظ رجل من قبيلة الگرع نشأ في منطقة الساحل وكان من رجال قليلين هم نواة الدرك الوطني الأولى، قدم إلى إيگيدي واستوطن في قرية انيفرار تزوج سيد ولد محفوظ امرأة من أولاد أحمد بن دمان رزق منها بطفل وديع سماه لفرط حبه «حبيب» شب وترعرع في قلب إيگيدي كان ثلاثي الأبعاد بعد ساحلي الصراحة والتحمل «الگرع» وبعد تروزي قوامه الحيوية والعفوية وبعد إيگيدي عمق الغور والرفق وحسن الخلق.

## دراسته
ظهرت على الطفل حبيب مخايل الذكاء وعلامات النجابة والنبوغ، درس في مدرسة انيفرار تحت خيمة، كان معلمه الأول هو الأديب محمد ولد باگا وكان كتابه الأول هو كتاب لاروس «لاروس» الذي جلبه له والده سيد ولد محفوظ، في نهاية الستينات انتقل حبيب إلى المذرذره لإكمال دراسته، نجح في " le concours "مسابقة دخول السنة الأولى من الإعدادية في شهر يونيو 1972م، وانتقل إلى نواكشوط ودرس في إعدادية البنين بالعاصمة فكان ظاهرة فريدة لا زال رفاقه يذكرون ذلك الطفل الظاهرة والذي كان يأخذ العلامة الأولى في الأدب والأخيرة في الرياضيات، ذلك الفتى الذي كان يكتب عشرات السطور دون أي خطإ إملائي واحد ويقرأ قصائد عدة دون أن يلحن.
كتب ذلك الفتى مقالات كان منها مقال أكثرمن رائع نشر في ملحق يومية الشعب بعنوان رسالة إلى جمل " Lettre à un chameau "، وكان الأساتذة يلقبونه «فيكتور هوجو» في السنة الثالثة إعدادية كتب قصيدة حازت على إعجاب الأساتذة وأدرجها المعهد التربوي الوطني ضمن المناهج الأدبية المدرسية، أنشأ مع زملائه أحمد ولد علي، ألمين ولد محمد باب، محمد فال ولد عمير جريدة حملت اسم " Al Anba " والتي وإن كانت جريدة مدرسية إلا أنها حققت انتشارا واسعا في الأوساط الثقافية.
في يونيو 1976م حصل حبيب «بَدَّاح» على شهادة ختم الدروس الإعدادية " brevet " بامتياز، ودخل الثانوية الوطنية ليحصل بعد ثلاث سنوات على شهادة الباكالوريا في الآداب العصرية الشعبة المزدوجة بتفوق وحصل على منحة دراسية لدراسة السينما في «آلما – آتا» بكازاخستان رفض «بَدَّاح» تلك المنحة ودخل المدرسة العليا لتكوين الأساتذة " ENS " وتخرج منها بعد سنتين بدبلوم الكفاءة في التدريس.

## حبيب الأستاذ
عين المرحوم حبيب ولد محفوظ أستاذا في مدينة لعيون كانت سنوات العيون الأربع فرصة لـ «بَدَّاحْ» ليكتشف البعد الرابع من ثقافة البظان ثقافة «الشرگ» تلك الثقافة الثرية بمدارسها المختلفة، عرف الأمكنة والأزمنة والتاريخ ومافتئ يعد تلك التجربة من أغنى تجاربه. وفي سنة 1987م حول «بداح» إلى انواكشوط.

## البداية الصحفية
في سنة 1988م كتب في مجلة موريتانيا الغد " Maurtanie-Demain ". وفي سنة 1991م ومع بداية العهد الديمقراطي بدأ ولد الطايع باستمالة رؤساء القبائل وأعطى كل رئيس سيارة دفع رباعي من نوع تويوتا كتب «بداح» عن ظاهرة " Toyotaya " تويوطايع، تم نقله سنة 1991 م من انواكشوط إلى أطار، في نفس السنة تم إنشاء صحيفة «البيان – al bayane» استدعى الأصدقاء «بَداحْ» فكان على وعد الهوى جسورا صدع بالحق وجعل الدكتاتورية على السفود.
غادر «بَدّاح» البيان «مع زملائه بعد أن تراجع مديرها آنذاك عن الخط التحريري الذي انتهجوه منذ البداية وأسس» في يوليو 1993 م صحيفة «القلم - le Calame» واسعة الانتشار والتي اشتهرت من خلال عموده الأسبوعي «موريتانيد - Mauritanides» منعت القلم من النشر ثلاث مرات وتمت مصادرتها 34 مرة، فلم يزد ذلك أهلها إلا إصرارا على مقارعة الظلم والاستبداد، نال حبيب سنة 1995 م جائزة حرية التعبير من قبل «تريبيون» في جنيف «سويسرا»

## حبيبوولد الطايع
كان الرئيس السابق معاوية ولد سيدي أحمد الطايع رغم استيائه من كتابات حبيب يحرص على قراءته كما يقال وله طقوس خاصة كان يبعث مدير تشريفاته ملعينين ولد التومي لجلب «القلم» يجلس على مكتبه يضع علبة سجائر «الدنهيل» ويطلب قهوة ويجلس يدخن في صمت ويمتص بأهدابه انحناءات ريشة «بَدَّاح» يقطب أحيانا ويغرق في الضحك أحيانا ويتمى لو طال المقال.
كان حبيب في مقاله «موريتانيد» كثيرا ما ينتقد ولد الطايع بأسلوب مضحك على أساس أن شر البلية مايضحك _ ومثلك يؤتى منِ بلاد بعيدة = ليضحك ربات الحداد البواكيا، يتحدث عن ولد الطايع وهو يدخل إلى مطعم «افريسكو» وهو مطعم لبناني يقع جنب المركز الثقافى السوري في العاصمة قبل أنتقاله إلى تفرغ زينه في التسعينات يتناول ولد الطايع وجبة الفطور.
عندما يتحدث ولد الطايع عن موريتانيا وازدهارها يكتب حبيب: أن هنالك موريتانيا أخرى موازية لا نراها؛ ربما هي التي كانت تعنيها قيادتنا الوطنية.. ويقول إن الحزب الجمهوري كان أقرب للحزب الوحيد في الأنظمة الشمولية، ولم يكن من المستغرب أن تماثل تركيبته وقاعدته التنظيمية قاعدة وتركيبة «حزب الشعب الموريتاني» و«هياكل تهذيب الجماهير» ولعل تشابه هذه السمات جعل له خاصيتين ينفرد بهما، هما:- كونه قد سبق وجوده ماهيته «على لغة الفلاسفة الوجوديين» - وكونه الحزب السياسي الوحيد في العالم الذي لا يقوم بعمل سياسي «باعتباره حزب السلطة».
كان يسخر من ظاهرة عدم الاستقرار السياسي ويطلق على تعاقب الرؤساء «الرؤساء الرحل» على غرار البدو الرحل، من مقولاته: إن الوزير عندنا لا بد أن يكون شخصا نكرة حتى يطمئن سيده، وقولته المشهورة: «الحرية لا تبلى إلا إذا لم تستخدم».

## حوار البدوي مع الرحالة الفرنسي
كثيرا ما ضحك " بداح من حوار ذلك الرجل مع الرحالة الفرنسي " سانت اكسبيري " الذي زار المنتبذ القصي في نهاية الثلاثينات من القرن الماضي وبسبب عطب فني اضطُر لإنزال طائرته في عمق صحراء المنتبذ القصي وبعد فترة من الوحدة والانتظار مر عليه رجل على دابته متجها لجلب الملح آنسه وقام بمساعدته إلا أن اكسبيري لاحظ أن الرجل لم تثر الطائرة اهتمامه فقال له مزهوا: هل تعرف أني بهذه الأداة الضخمة أطوي من المسافة في ساعتين ما تحتاج أنتَ لقطعه إلى ستة أشهر؟ حينها رد الرجل دون كبير اهتمام بالطائرة:
- وفي بقية الأشهر الستة ما ذا تفعل؟ - ذلك ما يسميه الباحث «تيودور مونو» «الزمن الكوني» زمن المنتبذ القصي - وفي البحث عن الطريقة التي تفاهم بها الرجلان فإن سانت اكسبيري لا يُرجَّح أن يكون يعرف العربية = الحسانية ومن هنا فالراجح هوأن يكون الرجل يعرف الإثني عشر فعلا التي يقول «بَداحْ» إنها كانت ميزة ظهور الفرانكفونية الموريتانية وسببا أصليا في سوء تفاهم أوربي موريتاني مستديم؟

## مواقف مشرفة
حبيب هو رائد الصحافة الحرة في المنتبذ الفصي وكان يملك مقومات الريادة من الجراءة والتواضع والصدق وكان أبا الصحافة الحرة وحاضن جيلها كان يأخذ بيد الجميع ويعلم الجميع ويضع معالم الطريق على درب الحرية.
حين أمعن نظام ولد الطايع في مضايقة الفنانة المعلومة بنت الميداح أنشأ حبيب «نادي أصدقاء المعلومة» ضم المحامى لو گورمو وحبيب ولد همت والكثير من المثقفين وقفوا مناهضين لظلمها مناصيرين لها مما شكل دعما معنويا كبيرا لها، وقف حبيب من أحداث 1989 موقفا عادلا ووقف ضد تعذيب السجناء السياسيين وتصفيتهم وناصر جميع القضايا العادلة
ءُ عاگبْ ذَ فرْ إلفتْ إذْكرتْ = واقعلـُو شِ ثانِ عجيبْ
ماهُ دَفـْـرَ واحْـنينْ ءُ ثـَـبـْتْ = وامعدَّلْ وامَّـوْنَكْ واحبيبْ

## جائزة حبيب لحرية الصحافة
لم ينل حبيب حقه من التكريم في بلده رغم أنه كرم في الخارج أكثر من مرة.
وقد قرر الاتحاد الأوروبي بمناسبة اليوم العالمي لحرية الصحافة الذي يحتفل به في 3 مايو من كل عام منح جائزة لحرية الصحافة وتعزيز الديمقراطية تحمل اسمه، تمنح لكل صحافي موريتاني.يساهم بشكل ملموس في تعزيز حرية التعبير والديمقراطية في المنتبذ القصي، وتتشكل لجنة التحكيم من كل سفراء ورؤساء البعثات الدبلوماسية للاتحاد الأوروبي لدى نواكشوط، هذه خطوة تذكر لهم فتشكر.

## وفاته
في الساعة العاشرة والنصف مساء الخميس 31 أكتوبر 2001 م أسلم حبيب ولد محفوظ الروح بعد معاناة مع المرض في مستشفى الرب في باريس، وبرحيله فقدت موريتانيا أحد ألمع أبنائها وخسرت الصحافة الحرة أحد أهم أساطينها، خلف حبيب من زوجته تغلة بنت اعبيد اللَّه ثلاث بنات هن: توت وبد وكلثم
ستحدثهن أمهن بلا شك كيف كان والدهن